# Mahindra & Mahindra
Mahindra & Mahindra — индийская автомобилестроительная компания, выпускающая внедорожники, грузовые автомобили и тракторы (см. Tractors in India). 
Является основной составляющей Mahindra Group (крупнейший машиностроительный концерн в мире). В списке крупнейших публичных компаний мира Forbes Global 2000 за 2022 год Mahindra & Mahindra заняла 1063-е место.

## История компании
Компания была организована в октябре 1945 года как Mahindra & Mohammed, для импорта стали из Великобритании. Позднее, после разделения Индии, Гулам Мухаммад вернулся в Пакистан и стал его первым министром финансов, и в 1948 году компанию переименовали в Mahindra & Mahindra. 
С 1950 года компания начала сотрудничать с Mitsubishi Corporation. 
В 1958 году было создано подразделение механизированных инструментов. 
В 1962 году было создано совместное предприятие Mahindra Ugine Steel Company, партнёром была французская сталелитейная компания Ugine Kuhlmann. 
В следующем году было создано ещё одно совместное предприятие, на этот раз с американской компанией International Harvester по производству тракторов. 
В 1965 году началось производство лёгких грузовиков при участии американской Sperry Rand Corporation. 
В 1969 году начался экспорт автомобилей и комплектующих. 
В 1977 году доля International Harvester была выкуплена, и производство тракторов стало полностью контролируемым дочерним предприятием. 
С 1982 года тракторы начали выпускаться под брендом Mahindra, и с этого года компания остаётся лидером на индийском рынке тракторов.
В 1996 году с Ford было создано совместное предприятие Mahindra Ford India по производству лёгковых автомобилей. В 1999 году был куплен индийский производитель тракторов Gujarat Tractors. 
В 2000 году был открыт новый завод в Рудрапуре, а также начался выпуск новой модели трактора Mahindra Arjun 605 DI и внедорожника Bolero GLX. Через два года на рынок был представлен внедорожник Scorpio. 
В 2003 году начал работу завод по сборке тракторов в США. В 2004 году было куплено тракторное подразделение китайской Jiangling Motor Company. 
В 2005 году было создано ещё два совместных предприятия, с Renault по производству седана Logan и с International Truck and Engine Corporation по выпуску грузовиков и автобусов. В 2006 году был куплен британский производитель автокомплектующих Stokes Group. В 2007 году совместно с Navistar было открыто предприятие по производству дизельных двигателей. 
Также, в 2007 году была куплена компания Punjab Tractor, что сделало Mahindra крупнейшим производителем тракторов в мире.
В 2010 году был куплен южнокорейский производитель внедорожников SsangYong Motor Company. В 2015 году была куплена итальянская дизайнерская компания Pininfarina. 
В 2016 году было создано стратегическое партнёрство с финским производителем сельскохозяйственной техники Sampo-Rosenlew. 
В июне 2016 года начался выпуск электромобилей eVerito. 
Также в 2016 году был куплен производитель мотоциклов Classic Legends, владелец брендов BSA и JAWA. В 2017 году были приобретены два турецких производителя тракторов Hisarlar и Erkunt. В 2020 году была выкуплена доля Renault в совместном предприятии.
Mahindra продолжает скупку активов, приобретя пакет акций (74,97 %) крупнейшего финского производителя зерноуборочных и селекционных комбайнов, а также лесохозяйственной техники Sampo-Rosenlew. Теперь Mahindra представлена более чем в 20 отраслях промышленности и народного хозяйства, а оборот компании составляет около 20 млрд долл.

## Деятельность компании
За 2021/22 финансовый год продажи составили 455,6 тыс. автомобилей и 354,7 тыс. тракторов. Доля на рынке тракторов в Индии составила 40 %, тракторы продаются под брендами Mahindra, Swaraj и Trakstar; на рынке автомобилей Индии компания занимает 4-е место с долей 10,5 % . Из автомобилей 225,9 тыс. пришлось на легковые, 177,1 тыс. — на грузовые, 20,1 тыс. — на трёхколёсные автомобили. 
Зарубежные продажи составили около 10 % автомобилей и 5 % тракторов.
Компании принадлежит итальянская дизайнерская и автомобильная компания Pininfarina.
Помимо автомобилей и тракторов компания выпускает дизельные и газовые электрогенераторы мощностью от 15 до 315 кВА (бренд Powerol), строительную технику, а также мотоциклы под брендом Jawa.
Производственные мощности насчитывают 66 предприятий, из них 41 в Индии, 4 в США, по 2 в Алжире и ОАЭ, по одному в Австралии, Бенине, Бразилии, Индонезии, Кении, Китае, Мали, Нигерии, Тунисе, Турции, Финляндии, Франции, Чаде, Шри-Ланке, ЮАР и Японии.
- Mahindra Tractors[англ.] — крупнейший производитель тракторов в Индии (см. Tractors in India[англ.]).

## Модельный ряд

### Текущий модельный ряд
- Mahindra Thar
- Mahindra Bolero
  - Mahindra Bolero Camper
  - Mahindra Bolero Inspira
  - Mahindra Bolero Stinger Concept
  - Mahindra Bolero Neo (ранее Mahindra TUV300)
- Mahindra Scorpio
  - Mahindra Scorpio Getaway
  - Mahindra Scorpio First
- Mahindra Marazzo
- Mahindra XUV 300
- Mahindra XUV 700
- Mahindra XUV 3XO
- Mahindra Roxor

#### Электромобили
см. Mahindra Electric
- Mahindra XUV 400
- Mahindra BE 6e
- Mahindra XEV 9e[9]

### Исторический модельный ряд
- Mahindra Legend
- Mahindra Verito (совместно с Renault)[10]
  - Mahindra Verito Vibe
- Mahindra Axe
- Mahindra Major
  - Mahindra Souvenir Concept
- Mahindra Commander
- Mahindra XUV 500
- Mahindra Quanto
- Mahindra Xylo
- Mahindra e2o
- Mahindra KUV100

## Награды
1. Bombay Chamber Good Corporate Citizen Award for 2006-07[11]
2. Businessworld FICCI-SEDF Corporate Social Responsibility Award — 2007
3. Премия Деминга[12]
4. Медаль качества Японии в 2007[13]